# Musa El-Tayeb
Musa Zuma El-Tayeb (15 giugno 1984) è un calciatore sudanese, difensore dell'Al-Ahli Khartoum.

## Carriera

### Club
Gioca dal 2007 al 2014 all'Al-Merreikh, con cui vince tre volte il campionato e cinque volte la Sudan Cup. Nel 2014 passa all'Al-Ahli Khartoum

### Nazionale
Ha debuttato in Nazionale il 2 giugno 2007, in Sudan-Mauritius (3-0). Ha messo a segno la sua prima rete con la maglia della Nazionale il 9 settembre 2007, in Sudan-Tunisia (3-2). Ha collezionato in totale, con la maglia della Nazionale, 18 presenze e una rete.

## Palmarès

### Club

#### Competizioni nazionali
- Sudan Premier League: 3

Al-Merreikh: 2008, 2011, 2013
- Sudan Cup: 5

Al-Merreikh: 2007, 2008, 2010, 2012, 2013